# VX-4
L’Air Test and Evaluation Squadron Four, ou VX-4, également surnommé « The Evaluators » (« les évaluateurs »), est un escadron (en anglais : squadron) d'essais et d'évaluations de la United States Navy actif jusqu’en 1994, basé à la Naval Air Station Point Mugu, et connu en particulier pour la livrée particulière de ses avions, dont certains sont intégralement noirs et ornés d'un lapin blanc du célèbre magazine érotique américain Playboy.
En activité à partir de 1952, il utilise les F-4 Phantom II, F-14 Tomcat et F/A-18 Hornet. Le tail code de ces avions est XF. L'unité est dissoute en 1994.

## Historique

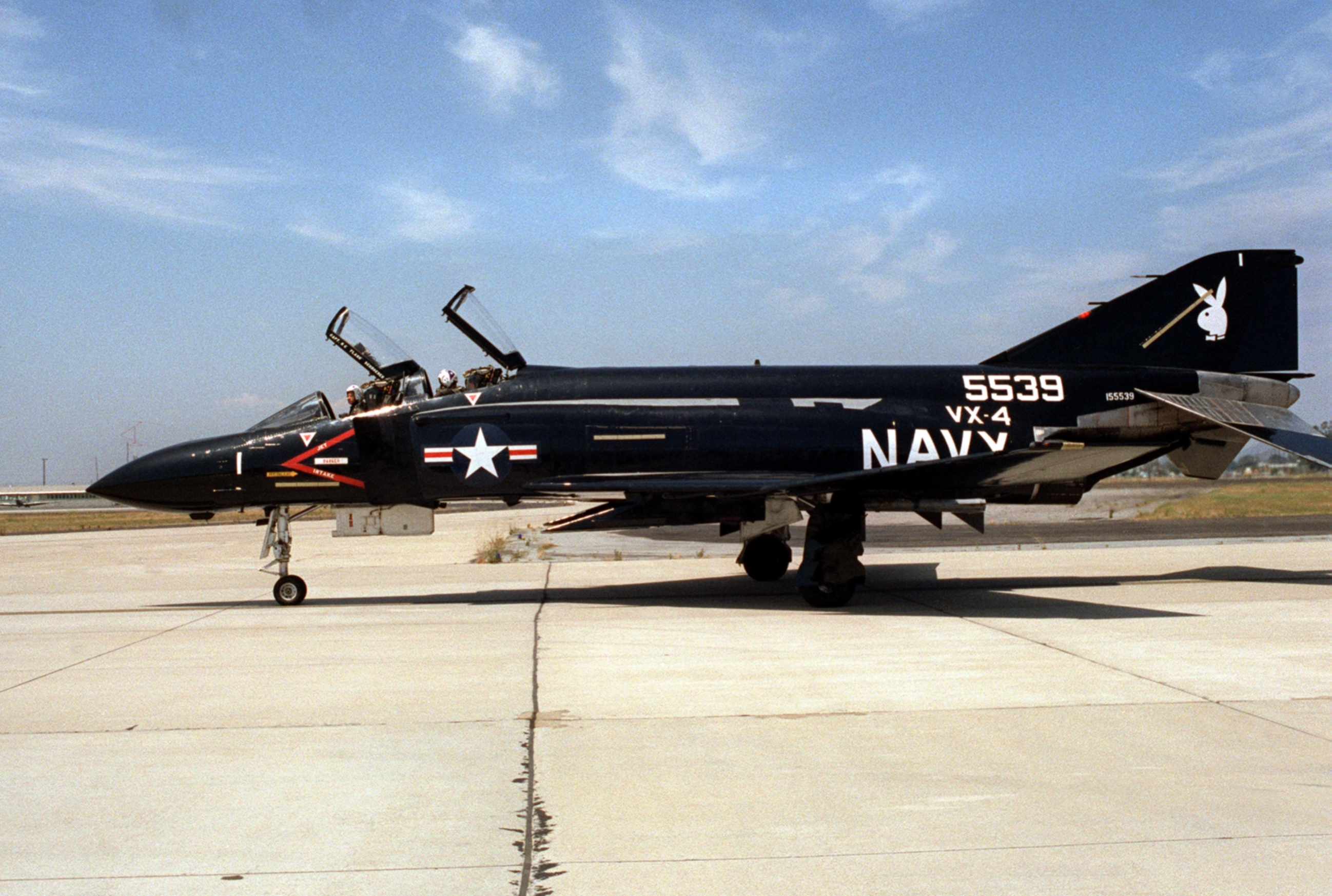
Le F-4FS Phantom du VX-4 surnommé « Vandy 1 » grâce à son insigne en 1982. Il fut retiré du service en 1987.

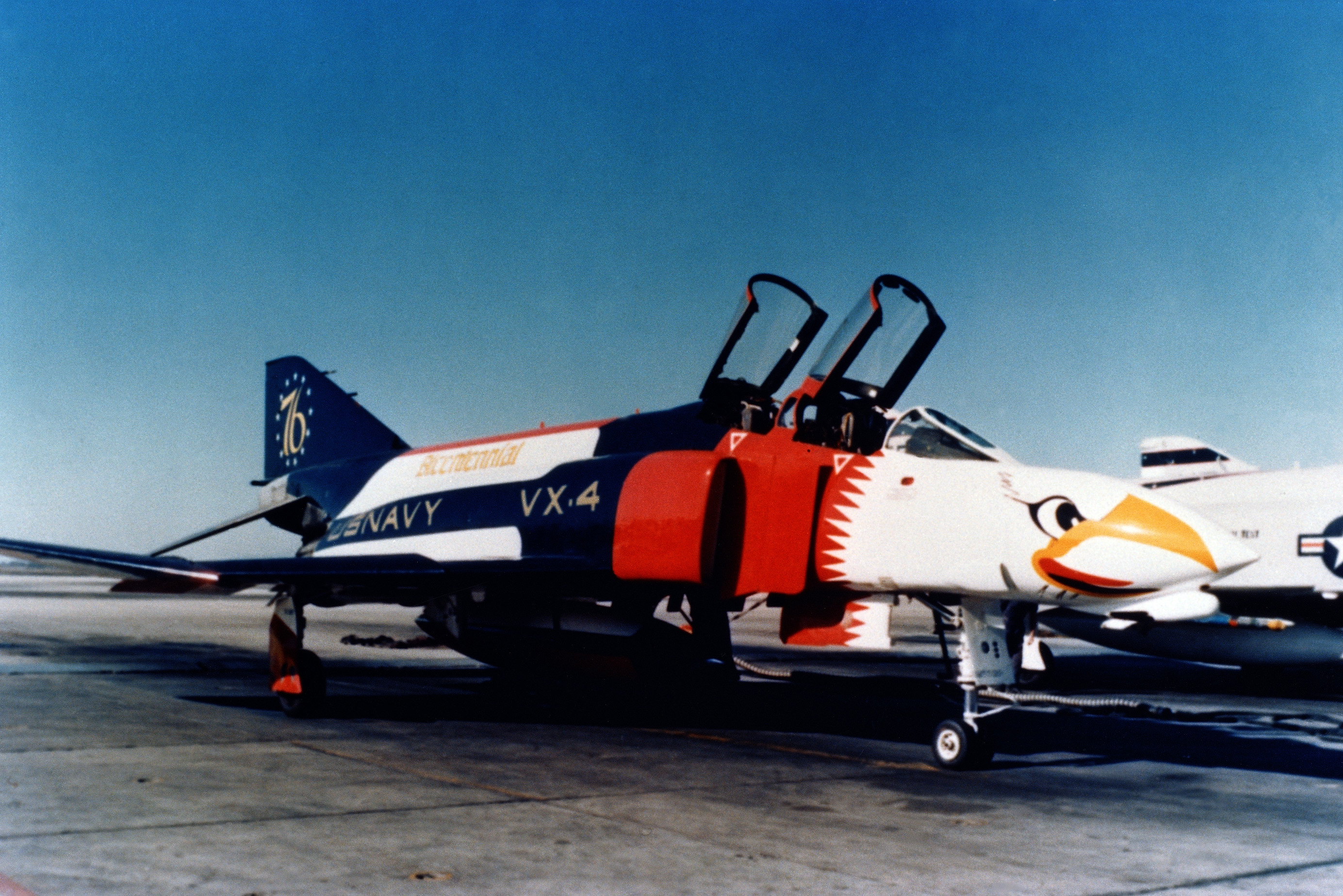
Le prototype YF-4J Phantom II du VX-4, décoré avec une peinture commémorative du bicentenaire des États-Unis.

### Un nom utilisé deux fois
La désignation VX-4 fut attribuée deux fois à un seul et même escadron :
L’Experimental and Development squadron Four (en français : « Escadron expérimental et de développement no 4 ») vit le jour le 15 mai 1946 sur la base aéronavale de Quonset Point (NAS Quonset Point) en Nouvelle-Angleterre, équipé de PB-1W (une variante du bombardier B-17 de la Seconde Guerre mondiale) pour l'évaluation et le développement de systèmes et de procédures d'alerte aérienne avancée (ou EAW, pour Airborne Early Warning),. Ces expérimentations menèrent à la création d'appareils devenus indispensables de nos jours, les AWACS. En 1950, l'escadron fut délocalisé vers la base aéronavale d'Atlantic City (NAS Atlantic City) et renommé Air Development Squadron four (en français : « Escadron de développement aérien/aéronautique no 4 »). Il fut à nouveau délocalisé en 1951, s'établissant à la base aéronavale de Patuxent River (NAS Patuxent River), où il fut finalement désactivé plus tard dans la même année, en raison de l'expiration des projets qui lui étaient assignés.
L'escadron fut réactivé le 25 septembre 1952 sur la base aéronavale de Point Mugu (NAS Point Mugu), une des deux bases appartenant au centre d'essais des missiles du Pacifique (Pacific Missile Test Center (en)). L'article présent traite de cet escadron en particulier. Son objectif était de mener des évaluations de missiles aéroportés ordonnées par le commandement de l’Operational Test and Evaluation Force (en). Il prit le nom d’Air Test and Evaluation Squadron 4 le 1er janvier 1969.
En 1960, l'escadron commença à traiter des projets supplémentaires qui n'étaient pas forcément associés aux missiles guidés. Ces nouveaux projets couvraient des domaines aussi variés que les radars de poursuite et d'évitement du terrain, les systèmes de navigation Doppler ou les systèmes de télémesure air-air.

### Appareils utilisés et missions de l'escadron

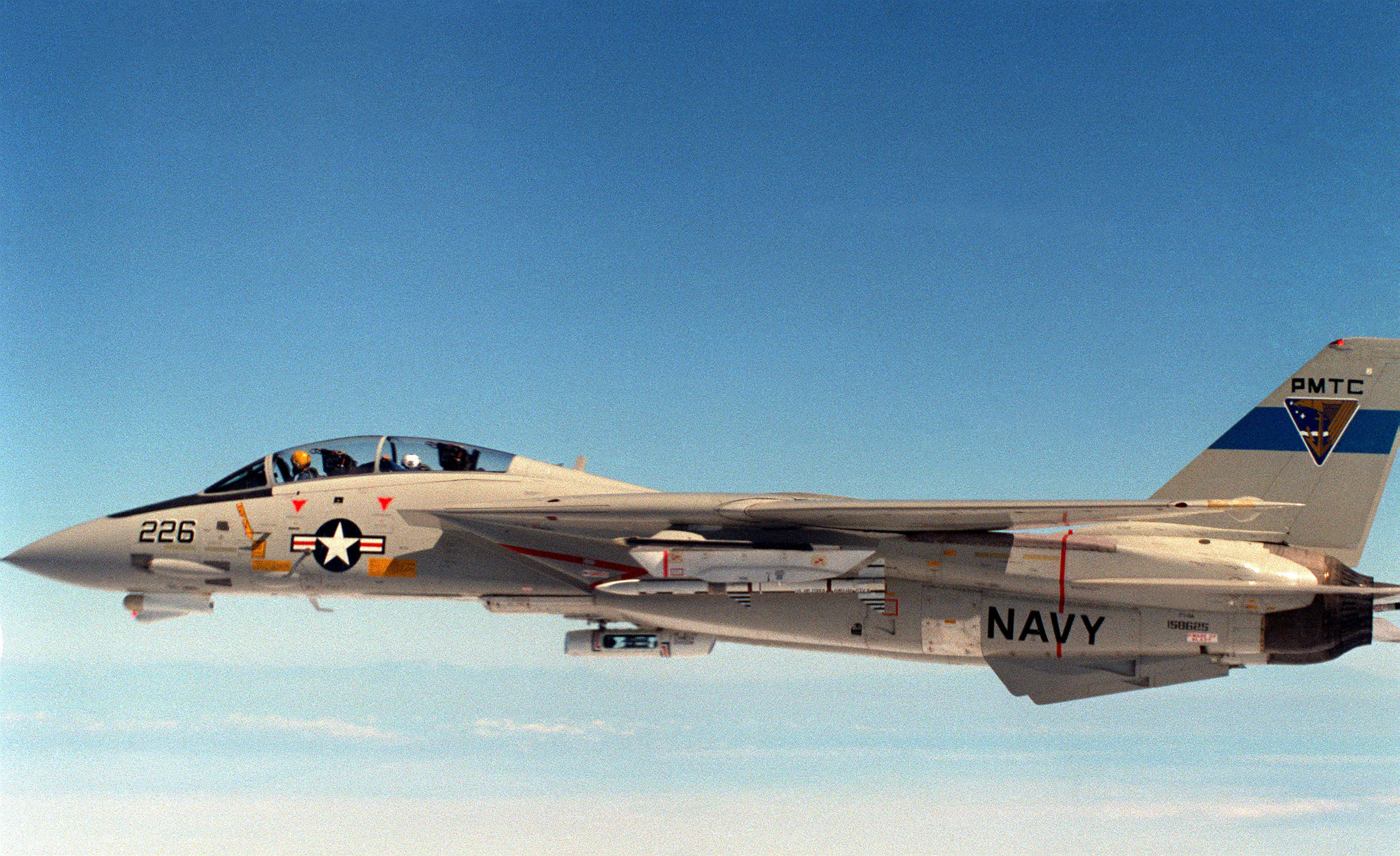
F-14A du Pacific Missile Test Center équipé d'un prototype de missile AIM-120, en 1981.

Le VX-4 utilisait des avions qui étaient en service opérationnel au sein de l’US Navy. Les essais commencèrent avec le F7U Cutlass. Plus tard, les pilotes passèrent au F3D Skyknight, alors redésigné F-10. Avec l'arrivée du missile air-air AIM-7 Sparrow, ces deux avions furent remplacés par les FJ Fury, A-4 Skyhawk et F3H Demon. Lorsque l'AIM-9 Sidewinder entra en service, l'escadron reçut un F-8 Crusader. Puis, au début des années 1960, le F-4 Phantom II fit ses débuts dans l'escadron. Au début des années 1970, l'escadron reçut le F-14A Tomcat. Quand le F/A-18 Hornet équipa la flotte, il arriva également dans les rangs du VX-4, ainsi que les versions améliorées du F-14.
Les essais opérationnels et les évaluations de systèmes de combat aéroportés incluaient des tirs de missiles AIM-7, AIM-9 et AIM-54, ainsi que des tests de systèmes d'alerte radar et des brouilleurs d'autodéfense.
Janvier 1990 marqua la fin de l'ère du F-4 Phantom, après presque trois décennies de service avec le VX-4. Il fut suivi quelques mois plus tard par l'arrivée du F-14D Super Tomcat — une version améliorée du F-14 original —, dont l'escadron assura l'exécution des premiers tests opérationnels, ainsi que ceux du T-45 Goshawk. Pendant toute l'année, le VX-4 développa de nombreuses tactiques d'emploi du récepteur d'alerte radar ALR-67 (en) et contribua à son intégration dans le F-14. Il commença également à développer des tactiques d'emploi pour le missile air-air AIM-120 AMRAAM. Ironiquement, le F-14 effectua des essais réussis avec ce missile mais son utilisation ne fut pas retenue pour les appareils de série.

### Implication pendant les conflits
Après l'invasion irakienne du Koweït en août 1990 et la guerre du Golfe en 1991, le VX-4 joua un rôle important dans l'identification des déficiences, des tests et de l'application des corrections aux systèmes d'armes des chasseurs employés pendant les opérations Desert Shield, Desert Storm et les opérations suivantes en Asie de l'Ouest. Après le début de Desert Storm, en janvier 1991, le VX-4 continua à véhiculer les dernières informations à la flotte via des messages et des briefings présentés par les équipages de l'escadron déployés à bord des porte-avions présents dans la Mer Rouge et au nord de la Mer d'Arabie.

### Dernières activités et désactivation

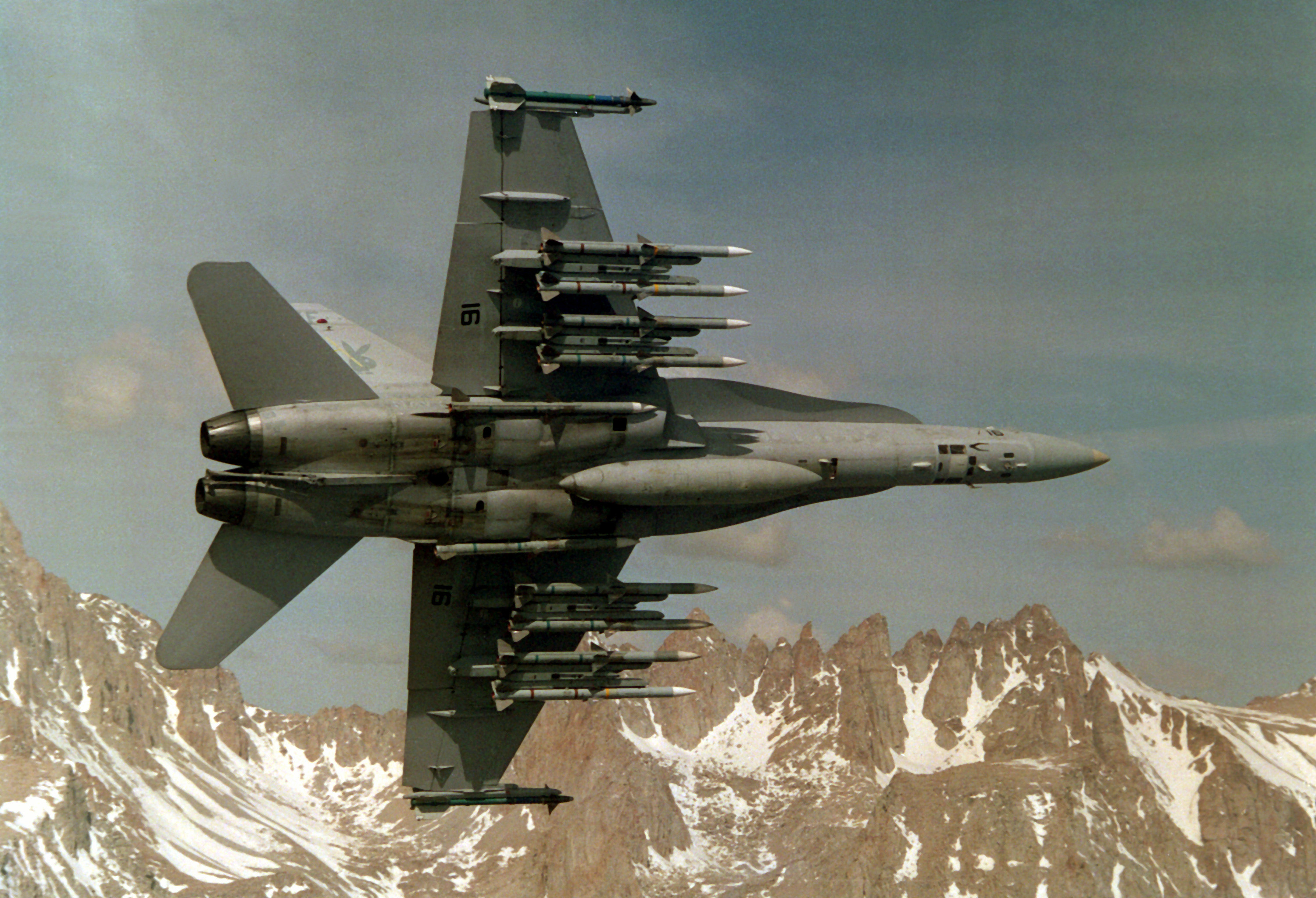
Un F/A-18 Hornet du VX-4 avec une peinture basse visibilité, armé de dix AIM-120, deux AIM-9 et emportant un réservoir supplémentaire en 1992.

Après Desert Storm, le rythme revint à la normale pour le VX-4. Les tests de l'AMRAAM avec le F/A-18, qui débutèrent en 1991 et continuèrent pendant toute l'année, accompagnaient l'évaluation du F-14D, qui avaient eux débuté en 1990. D'autres projets de l'année 1991 incluaient les tests d'un système suédois à durée de vie programmée de largages de paillettes sur le F-14, des évaluations de plusieurs versions des missiles Sidewinder, Sparrow et Phoenix, et des essais de systèmes de recherche et poursuite infrarouge (ou IRST, pour « Infra-red search and track » en anglais) sur le F-14D. Les tests de l'ALR-67 (ECP-510) dans le F/A-18 furent l'un des projets les plus significatifs de l'escadron entre la fin 1991 et 1992. Les essais de l'AMRAAM furent finalement terminés au début de l'année 1994.
À la fin de l'année 1993, les essais avec le Hornet étaient en forte diminution au sein du VX-4, et des préparatifs étaient en cours pour le transfert de tous les projets F/A-18 et de tous les avions F/A-18C et D à l'escadron VX-5 (en) à China Lake, comme étape initiale de la consolidation des deux escadrons. Le premier Hornet partit pour China Lake avant la fin de l'année, le restant des avions de l'escadron suivant au début de 1994. Le 30 septembre 1994, le VX-4 fut désactivé et ses acteurs furent réassignés au VX-9 (en) Vampires (Detachment Point Mugu).

## Insigne

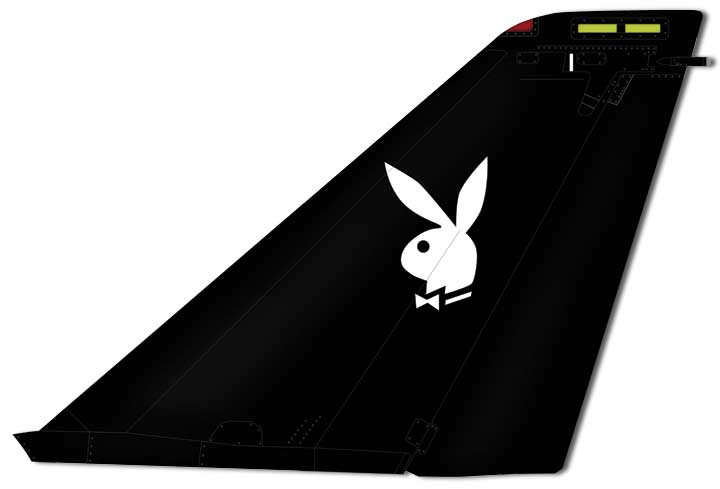
Marquage distinctif des F-14 Black Bunnies appartenant à l'escadron VX-4.

Il adopte le lapin du célèbre magazine Playboy comme insigne dans les années 1960 : celui-ci figure ainsi sur la queue de certains de ses avions. La présence de ce lapin a valu aux avions de cet escadron d'être surnommés « Black Bunnies » (en français : « lapins noirs »). De nombreux Grumman F-14 Tomcat continueront de le porter après la dissolution du VX-4 en 1994.
La première utilisation documentée de cet emblème remonte à 1953, avec le Marine Squadron VMCJ-2 (en), surnommé « The Playboys ». Cet escadron, basé à MCAS Cherry Point, perpétue la tradition de nos jours pour les déploiements outre-mer. L’US Air Force a également orné l'un de ses SR-71 Blackbird (le s/n 61-7978) du fameux lapin sur ses dérives, celui-ci prenant alors le surnom de « Rapid Rabbit » (« Lapin rapide » en français). Il a été perdu dans un accident le 20 juillet 1972.
D'après la Navy, le premier lapin apparut sur un F-4 Phantom II noir en 1969 pendant une série d'essais nocturnes, ce qui donna lieu à l'apparition du surnom Black Bunny, ainsi que celui de Vandy One,. La même année, l'entreprise Playboy, propriétaire du magazine du même nom, acheta un Douglas DC-9 noir connu sous le nom de « Big Bunny ». Peu de temps après, en octobre 1971, une célèbre photo commença à circuler, sur laquelle figurait le Black Bunny de la Navy à la base aéronavale de Point Mugu (NAS Point Mugu), en Californie. L'escadron reçut un courrier de l'entreprise propriétaire du magazine, indiquant que la tête de lapin n'était pas officielle et avertissant d'une potentielle poursuite en justice. Toutefois, aucune action en justice ne serait entreprise si l'escadron acceptait d'utiliser des marquages Playboy officiels, afin de s'assurer de leur authenticité et précision. Des autocollants officiels furent ensuite livrés par la société à la Marine américaine pour correspondre au dessin officiel voulu par Playboy.
Le F-4 Vandy One vola avec son lapin supersonique au-dessus de la Californie jusqu'en 1987, date à laquelle le lapin fut transféré sur les dérives du F-14.

### Articles
- (en) Graham Warwick, « F-18 into Service », Flight International magazine, Flight Global/Archives, vol. 120, no 3786,‎ 28 novembre 1981, p. 1613–1616 (lire en ligne [PDF]).